# Districtul Wachirabarami
Wachirabarami (în thailandeză วชิรบารมี) este un district (Amphoe) din provincia Phichit, Thailanda, cu o populație de 30.739 de locuitori și o suprafață de 259,5 km².

## Componență
Districtul este subdivizat în 4 subdistricte (tambon), care sunt subdivizate în 50 de sate (muban).
| Nr. | Nume      | În thailandeză | Sate | Locuitori |  |
| --- | --------- | -------------- | ---- | --------- |  |
| 1.  | Ban Na    | บ้านนา          | 16   | 10,155    |  |
| 2.  | Bueng Bua | บึงบัว           | 12   | 8,353     |  |
| 3.  | Wang Mok  | วังโมกข์         | 10   | 6,610     |  |
| 4.  | Nong Lum  | หนองหลุม        | 12   | 5,621     |  |

1. ↑   (PDF) http://atamphoe.dopa.go.th/images/atamphoe/magazine/amphoe2.pdf Lipsește sau este vid: |title= (ajutor)